# Myrmicaria salambo
Myrmicaria salambo är en myrart som beskrevs av Wheeler 1922. Myrmicaria salambo ingår i släktet Myrmicaria och familjen myror. Inga underarter finns listade i Catalogue of Life.